# PALOP

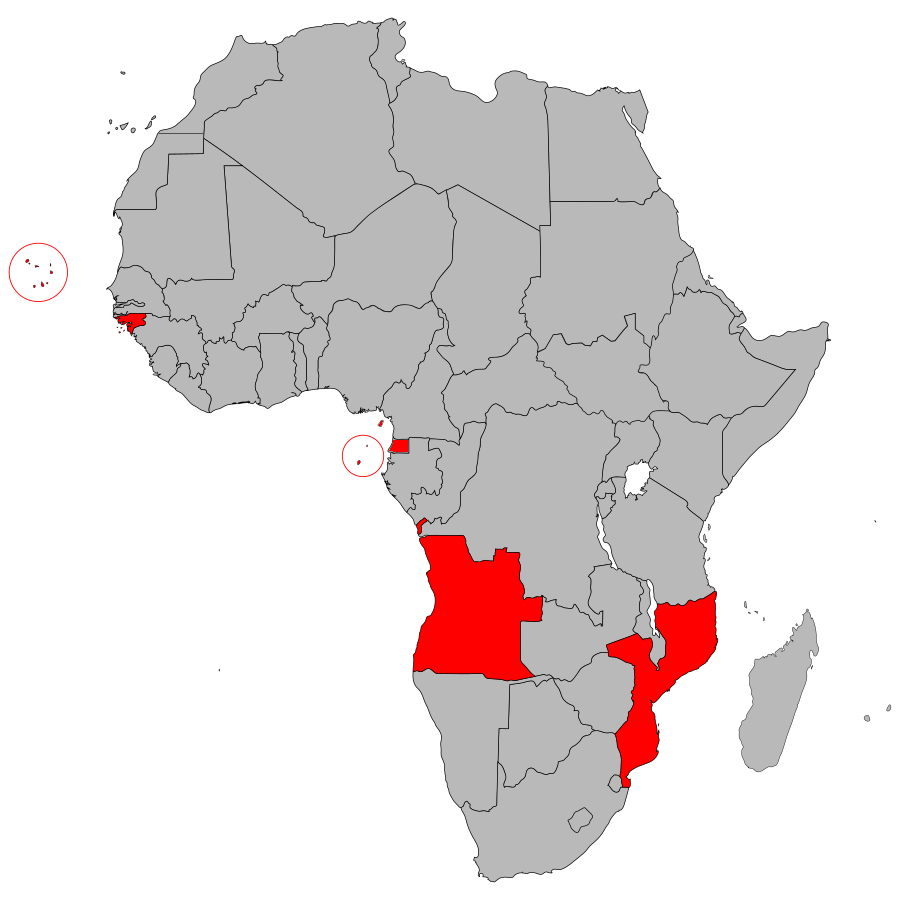
Übersichtskarte der PALOP-Staaten

PALOP ist die Abkürzung für países africanos de língua oficial portuguesa, auf Deutsch afrikanische Staaten mit Amtssprache Portugiesisch. Diese Staatengruppe besteht aus den ehemaligen portugiesischen Überseeprovinzen, die Portugiesisch als Amtssprache führen. Dies sind im Einzelnen: Angola, Mosambik, Guinea-Bissau, São Tomé und Príncipe sowie Kap Verde.
Die PALOP-Länder haben diverse Vereinbarungen mit Portugal geschlossen, sie sind Entwicklungspartner in den Bereichen Kultur, Bildung und Recht sowie Weiterentwicklung und Erhalt der portugiesischen Sprache. Im Juli 2014 hat sich die Gruppe einen institutionellen Rahmen gegeben, das FORPALOP (Fórum dos Países Africanos de Língua Oficial Portuguesa) und zum ersten Vorsitzenden José Eduardo dos Santos bestimmt, den Präsidenten Angolas.
Äquatorialguinea wünschte ebenfalls in diese Gruppe aufgenommen zu werden, da es vom 15. bis zum 18. Jahrhundert portugiesische Kolonie war. Es hat deswegen Portugiesisch (neben Spanisch und Französisch) zur Amtssprache erklärt, doch wird es faktisch im Lande nicht benutzt, abgesehen von der annobonesischen Sprache auf Annobón, einer portugiesischen Kreolsprache. Das Land wurde 2014 – gegen den Widerstand Portugals – in die CPLP aufgenommen, den Staatenbund aller portugiesischsprachigen Länder, nicht jedoch in das FORPALOP.
Nach Ausbruch der weltweiten COVID-19-Pandemie 2020 und der anschließenden Impfkampagne ab Anfang 2021 verpflichtete sich Portugal, 5 % seiner erstandenen Impfdosen an die PALOP-Länder (und Osttimor) zu liefern. Mitte Mai 2021 begann Portugal mit der Auslieferung, Kap Verde erhielt die ersten 24.000 Impfdosen.